# NGC 1006
NGC 1006 este o galaxie spirală situată în constelația Balena. A fost descoperită în 21 noiembrie 1876 de către Édouard Stephan⁠(d). Se află la o distanță de 63,04 de megaparseci de Pământ.